# Dongtai
Dongtai (东台 ; pinyin : Dōngtái) est une ville de la province du Jiangsu en Chine. C'est une ville-district placée sous la juridiction de la ville-préfecture de Yancheng.

## Démographie
La population du district était de 1 175 791 habitants en 1999.